# Renault R24
El Renault R24 fue un monoplaza que utilizó la escudería Renault durante la temporada 2004 de Fórmula 1. Fue pilotado por Jarno Trulli y Fernando Alonso, y posteriormente, Jacques Villeneuve, que sustituyó al italiano durante las últimas carreras.
El monoplaza fue diseñado por Mike Gascoyne y obtuvo 3 pole positions, 5 podios y una victoria, en el Gran Premio de Mónaco, de la mano de Jarno Trulli.
Para las tres últimas carreras, Trulli fue sustituido por Jacques Villeneuve, que partió hacia Toyota Racing. El equipo Renault finalizó en tercera posición en el Campeonato de Constructores.

## Resultados
(Clave) (negrita indica pole position) (cursiva indica vuelta rápida)

| Año     | Motor        | Neu. | N.º | Pilotos            | 1   | 2   | 3   | 4   | 5   | 6   | 7   | 8   | 9   | 10  | 11  | 12  | 13  | 14  | 15  | 16  | 17  | 18  | Puntos | Pos. |
| ------- | ------------ | ---- | --- | ------------------ | --- | --- | --- | --- | --- | --- | --- | --- | --- | --- | --- | --- | --- | --- | --- | --- | --- | --- | ------ | ---- |
| 2004    | RS24 3.0 V10 | M    |     |                    | AUS | MYS | BHR | SMR | ESP | MON | EUR | CAN | USA | FRA | GBR | GER | HUN | BEL | ITA | CHN | JPN | BRA | 105    | 3.º  |
| 2004    | RS24 3.0 V10 | M    | 7   | Jarno Trulli       | 7   | 5   | 4   | 5   | 3   | 1   | 4   | Ret | 4   | 4   | Ret | 11  | Ret | 9   | 10  |     |     |     | 105    | 3.º  |
| 2004    | RS24 3.0 V10 | M    | 7   | Jacques Villeneuve |     |     |     |     |     |     |     |     |     |     |     |     |     |     |     | 11  | 10  | 10  | 105    | 3.º  |
| 2004    | RS24 3.0 V10 | M    | 8   | Fernando Alonso    | 3   | 7   | 6   | 4   | 4   | Ret | 5   | Ret | Ret | 2   | 10  | 3   | 3   | Ret | Ret | 4   | 5   | 4   | 105    | 3.º  |
| Fuente: |              |      |     |                    |     |     |     |     |     |     |     |     |     |     |     |     |     |     |     |     |     |     |        |      |